# Froelichiella
Froelichiella es un género monotípico de plantas fanerógamas, perteneciente a la familia Amaranthaceae. Su única especie: Froelichiella grisea, es originaria de Brasil donde se encuentra en el Cerrado en Goiás.

## Taxonomía
Froelichiella grisea fue descrita por (Lopr.) R.E.Fr. y publicado en Arkiv för Botanik utgivet av K. Svenska Vetenskapsakademien 16(13): 4, pl. 1. 1920.
Sinonimia
- Gomphrena grisea Lopr.[3]